# Annales Lundenses
Gli Annales Lundenses (Annali di Lund), in danese: Lundeårbogen, sono una raccolta, redatta in latino tra il 1250 e il 1307, degli annali della cattedrale di Lund, molti manoscritti dei quali sono stati tramandati fino al XXI secolo.

Il testo degli Annales consiste di due parti: la prima è basata su opere più antiche, tra le quali il Chronicon Lethrense, una cronaca danese del XII secolo che riporta eventi dalla Storia antica al 1256: in questa porzione dell'opera si ritrova il racconto dei re danesi precristiani e delle leggende a loro associate.

La seconda parte elenca gli eventi storici per anno fino al 1307. 

Questa seconda parte è originale e non si riconduce a fonti precedenti. La narrazione storiografica è propriamente legata a questioni di politica danese, inclusi l'offensiva contro la Danimarca del re di norvegese Erik e il matrimonio di Erik Menved con Ingeborg Magnusdottir di Svezia del 1296.

Sono inoltre descritte la battaglia di Gestilren in Svezia del 1210 combattuta da Sverker II di Svezia e la distruzione della fortezza di Refshaleborg in Lolland.

## Osservazioni filologiche
Dacché gli Annales Lundenses hanno contribuito alla trasmissione del Chronicon Lethrense, oggi spesso queste due opere sono associate.

### Testimoni del testo
Sopravvivono tre testimoni degli Annali di Lund: uno di essi è conservato 
presso la Biblioteca di Erfurt mentre gli altri due sono inclusi nella porzione della collezione di manoscritti dell'archivista e collezionista Árni Magnússon, dal suo nome detta Arnamagnæan, che si ritrova nella Biblioteca reale di Copenaghen.

## Edizioni
Annales Lundenses, in: G. Waitz (ed.), Ex rerum germanicum danicarum ex saec. XII. et XIII., Hanover 1892, p. 185-209 (MGH SS, 29)